# Lyttelton Range
Lyttelton Range – pasmo górskie w Górach Admiralicji w Ziemi Wiktorii w Antarktydzie Wschodniej.

## Nazwa
Nazwane przez Advisory Committee on Antarctic Names (tłum. „Komitet doradczy ds. nazewnictwa Antarktyki”) – nazwa upamiętnia nowozelandzki port Lyttelton, gdzie wiele statków ekspedycji antarktycznych uzupełniało paliwo i zapasy w drodze na Antarktydę .  

## Geografia
Lyttelton Range to wąskie pasmo górskie w Górach Admiralicji w Ziemi Wiktorii w Antarktydzie Wschodniej . Leży na południe od Dunedin Range, rozciągając się z północy na zachód na przestrzeni ok. 26 km . Od zachodu ogranicza górną część Dennistoun Glacier .